# Verwaltungsverband An der Talsperre Klingenberg
Der Verwaltungsverband An der Talsperre Klingenberg war ein sächsischer Verwaltungsverband im Weißeritzkreis. Er existierte etwa fünf Jahre lang von 1994 bis Ende 1998. Das Verbandsgebiet erstreckte sich um die namensgebende Talsperre Klingenberg im Osterzgebirge.
Am 30. Juni 1998 hatte der Verwaltungsverband eine Fläche von 28,3 km² und 4385 Einwohner, die sich gleichmäßig auf alle drei Gemeinden im Verband verteilten.

## Geschichte
Im Jahr 1993 trafen die drei Gemeinden Colmnitz, Dorfhain und Klingenberg des Landkreises Freital die Vereinbarung zur Bildung eines Verwaltungsverbandes. Aufgrund eines Formfehlers entstand dieser erst rückwirkend zum 27. Juni 1994 auf Grundlage des Gesetzes zur Ordnung der Rechtsverhältnisse der Verwaltungsverbände, Verwaltungsgemeinschaften und Zweckverbände im Freistaat Sachsen vom 15. Januar 1998.
Am 1. August 1994 wurde das Verbandsgebiet dem neu entstandenen Weißeritzkreis zugeordnet. Diese Kreisreform 1994 bildete den ersten Teil einer Verwaltungsreform, die später auch die Gemeinden des Freistaates Sachsen leistungsfähiger machen sollte. Die entsprechenden Beschlüsse fielen 1991 im Sächsischen Landtag, daraufhin wurde das Gemeindegebietsreformgesetz Oberes Elbtal/Osterzgebirge ausgearbeitet. Das Gesetz sah die Auflösung des Verwaltungsverbandes und den Zusammenschluss von Colmnitz und Klingenberg mit Pretzschendorf vor. Die Gemeinde Dorfhain sollte eine Verwaltungsgemeinschaft mit der Stadt Tharandt eingehen. Das vereinigte Pretzschendorf sollte eine Verwaltungsgemeinschaft mit Hartmannsdorf-Reichenau einrichten.
Die Gemeinde Klingenberg klagte gegen das Gemeindegebietsreformgesetz, die Klage wurde jedoch abgewiesen. Die Gemeinde hatte als Alternative zur Eingliederung die Bildung einer Verwaltungsgemeinschaft mit Pretzschendorf vorgeschlagen. Somit trat die Auflösung des Verwaltungsverbandes zum 31. Dezember 1998 in Kraft, die Gemeinden Colmnitz, Klingenberg und Pretzschendorf wurden am 1. Januar 1999 vereinigt. Dorfhain bildete mit Tharandt ab dem 1. Januar 2000 die Verwaltungsgemeinschaft Tharandt, am gleichen Tag kam es zur Gründung der Verwaltungsgemeinschaft Pretzschendorf.